# Rhene rubrigera
Rhene rubrigera är en spindelart som först beskrevs av Tord Tamerlan Teodor Thorell 1887.  Rhene rubrigera ingår i släktet Rhene och familjen hoppspindlar. Inga underarter finns listade i Catalogue of Life.